# Born Dead (Album)
Born Dead ist das zweite Studioalbum der US-amerikanischen Rap-Metal-Band Body Count, das 1994 zuerst bei Rhyme $yndicate Productions sowie später auch bei Virgin Records erschien. Für den Nachfolger des umstrittenen Debütalbums Body Count nutzt die Band erneut eine aggressive Mischung aus Hardcore-Rap und Heavy Metal. Das Album konnte sich auch international gut verkaufen, in der Fachpresse wurde allerdings teilweise die fehlende Kreativität bemängelt.

## Hintergrund
Nachdem das erste Album der Band, Body Count, und der darauf befindliche Song Cop Killer zu starker Kritik und letztlich zum Rückzug des Albums und einer Neuveröffentlichung führte, trennte sich das Plattenlabel Warner Music Group von der umstrittenen Band. Ice-T suchte daraufhin nach einer neuen Plattenfirma und gründete, nachdem er mit der Suche nicht erfolgreich war, das eigene Unternehmen Rhyme $yndicate Productions, mit dem er das Album Born Dead produzierte und 1994 veröffentlichte.
Musikalisch setzte die Band erneut auf einen aggressiven Crossover-Stil aus Hardcore-Rap und Heavy Metal, anders als beim Vorgänger fehlte allerdings eine Provokation wie Cop Killer. Als zusätzliche Ballade wurde eine Cover-Version des Songs Hey Joe auf das Album genommen, die die Band bereits 1993 als Beitrag für das Tribute-Kompilationsalbum Stone Free (A Tribute To Jimi Hendrix) aufgenommen hatte.

## Resonanz
Born Dead konnte sich international als Nachfolgealbum zu Body Count etablieren und stieg sowohl in den Vereinigten Staaten wie auch in verschiedenen europäischen Ländern in die Charts ein. In den Billboard 200 konnte sich das Album auf Rang 74 platzieren und war drei Wochen in den Charts. In den Deutschen Albumcharts stieg Born Dead am 12. September 1994 ein und stieg bis auf Rang 5, wo es sich zwei Wochen halten konnte. Insgesamt hielt es sich dabei 21 Wochen in den Charts. In der Schweizer Hitparade kam das Album am 25. September 1994 auf Rang 50, stieg in der Folgewoche auf Rang 44 und verließ danach die Top 100. In den britischen Charts konnte sich das Album auf Platz 15 platzieren, blieb jedoch nur zwei Wochen in den Top 100.
Von einigen Medien wurde dem Album allerdings die Kreativität und Neuheit abgesprochen. So beschreibt laut.de das Album nach dem erfrischenden Erstling als ein Aufguss desselben und überzeugt lediglich beinharte Fans der Gangsterclique. Stephen Thomas Erlewine schrieb auf allmusic.com in einer Kurzrezension: „All of the controversy over "Cop Killer" and Body Count's debut obscured one important fact -- they're not a very good band. Born Dead makes that clear by replicating all of Body Count -- all of the plodding riffs, embarrassing singing, obvious attempts at social commentary, and the relentless "Body Count, Body Count, Body Count, BC, BC, BC" chants. All that's missing is humor. Not even the worst material on Born Dead is unintentionally funny; it's just embarrassing. Ice-T can pull this material off live; on record, his band just sounds like a heavy metal relic from the late '80s.“ („All die Kontroversen über "Cop Killer" und das Debüt von Body Count haben eine wichtige Tatsache verschleiert - sie sind keine sehr gute Band. Born Dead macht das deutlich, indem es alle Songs von Body Count nachspielt - all die peinlichen Riffs, den peinlichen Gesang, die offensichtlichen Versuche eines gesellschaftlichen Kommentars und die unerbittlichen "Body Count, Body Count, Body Count, BC, BC, BC"-Gesänge. Das einzige, was fehlt, ist Humor. Nicht einmal das schlimmste Material auf Born Dead ist ungewollt lustig; es ist einfach nur peinlich. Ice-T kann dieses Material live abziehen; auf Platte klingt seine Band einfach wie ein Heavy-Metal-Relikt aus den späten 80er Jahren.“)

## Titelliste
Das Album enthält zwölf Lieder, wobei sich in der LP-Version die ersten sieben Lieder auf der A- und die restlichen 5 auf der B-Seite befinden:
1. Body M/F Count (Ice-T) – 2:14
2. Masters of Revenge (D-Roc, Ice-T) – 5:35
3. Killin' Floor (D-Roc, Ice-T) – 2:30
4. Necessary Evil (Mooseman) – 3:59
5. Drive By (Ice-T), Mooseman – 1:26
6. Last Breath (Ice-T) – 5:18
7. Hey Joe (Billie Roberts) – 4:28
8. Shallow Graves (D-Roc, Ice-T) – 4:12
9. Surviving the Game (Ice-T, Mooseman) – 5:41
10. Who Are You (Ernie C, Ice-T) – 3:48
11. Street Lobotomy (D-Roc, Ice-T) – 2:24
12. Born Dead (D-Roc, Ice-T, Mooseman) – 5:59

## Belege
1. 1 2  Body Count auf laut.de; abgerufen am 2. August 2020.
2. ↑  Various – Stone Free (A Tribute To Jimi Hendrix) bei Discogs; abgerufen am 3. August 2020.
3. ↑  Body Count – Born Dead (Album). billboard.com, abgerufen am 3. August 2020.
4. ↑  Body Count – Born Dead (Album). offiziellecharts.de, abgerufen am 3. August 2020.
5. ↑  Body Count – Born Dead (Album). hitparade.ch, abgerufen am 3. August 2020.
6. ↑  Body Count – Born Dead (Album). chartsurfer.de, abgerufen am 3. August 2020.
7. ↑  Body Count – Born Dead auf allmusic.com; abgerufen am 2. August 2020.
8. ↑  Body Count – Born Dead bei Discogs; abgerufen am 3. August 2020.